# Meccanocettore
I meccanocettori sono recettori sensoriali presenti in quasi tutto il corpo. Essi sono deputati alle percezioni cutanee, pressorie (cardiache e vascolari), distensive viscerali e masticatorie e sono piccolissimi. Al centro di ogni meccanocettore si trovano diramazioni assoniche mieliniche che presentano dei canali ionici meccanosensitivi. Questi ultimi, per essere attivati, necessitano di cambiamenti elettrostatici della membrana circostante o dell'allungamento di questa. Tra i più importanti canali ionici, i canali meccanosensitivi sono i meno compresi.

## Classificazione
Tra i meccanocettori localizzati a livello cutaneo sono annoverati:
- Corpuscolo di Ruffini, responsabile del rilevamento pressorio negli strati profondi della cute
- Corpuscolo di Meissner, recettori ad adattamento rapido per vibrazioni a bassa frequenza (50 Hz)
- Corpuscolo di Pacini per vibrazioni ad alta frequenza (200-300 Hz)
- Corpuscolo di Merkel per segnali tattili prolungati e pressori
- Fibre nervose libere che rilevano segnali tattili, pressori e di stiramento

I meccanocettori sono classificati inoltre in base:
- alla posizione nella pelle in meccanocettori degli strati superficiali (corpuscoli di Meissner e corpuscoli di Merkel) e in meccanocettori degli strati profondi (corpuscoli di Pacini e corpuscoli di Ruffini)
- altre classificazioni prevedono la suddivisione in recettori a rapido adattamento (Meissner e Pacini) e a lento adattamento (Ruffini e Merkel).

## Funzioni
Essi non esplicano soltanto la funzione del senso tattile, ma sono pure in grado di distinguere diverse percezioni quali:
- Tatto, corpuscoli di Meissner, corpuscoli di Ruffini, corpuscoli di Merkel;
- Pressione e vibrazioni, corpuscoli lamellari di Pacini;
- Temperatura, terminazioni nervose libere;
- Dolore, terminazioni nervose libere.